# كاريان (لارستان)
كاريان (بالفارسية: كاريان) (بالإنجليزية: Karyan)‏، قرية في ناحية جويم (بالفارسية: بخش جويم)، قسم هرم الريفي، مقاطعة لارستان، محافظة فارس، إيران. يبلغ عدد سكانها حسب إحصاء عام 2006 ميلادية 2,068 نسمة في 404 عائلة.